# Weiner Béla
Weiner Béla, született: Weiner Béla József (Budapest, 1896. szeptember 4. – ?, 1979. augusztus 11.) magyar jégkorongozó, olimpikon.

## Pályája
Az 1928. évi téli olimpiai játékokon játszott a jégkorongtornán a magyar csapatban. Ez volt az első alkalom, hogy a magyar válogatott részt vett a téli olimpián. Az A csoportba kerültek, ahol először a franciáktól kaptak ki 2–0-ra, majd a belgáktól 3–2-re szintén kikaptak. Az utolsó mérkőzésen a britektől is kikaptak 1–0-ra, így a csoportban az utolsó helyen végeztek. Összesítésben a 11. vagyis az utolsó helyen végeztek. A belgák ellen 1 gólt ütött.
Részt vett az 1930-as jégkorong-világbajnokság. A 6. lett a magyar csapat.
Klubcsapata a Budapesti Korcsolyázó Egylet volt.

## Magánélete
Szülei Weiner József és Letovanecz Mária. Felesége Mádi Ilona volt, akivel 1932. augusztus 13-án Budapesten kötött házasságot.
Polgári foglalkozása mérnök volt. 1934-ben nevét a Belügyminisztérium engedélyével Botondra változtatta.